# Steinwiesen

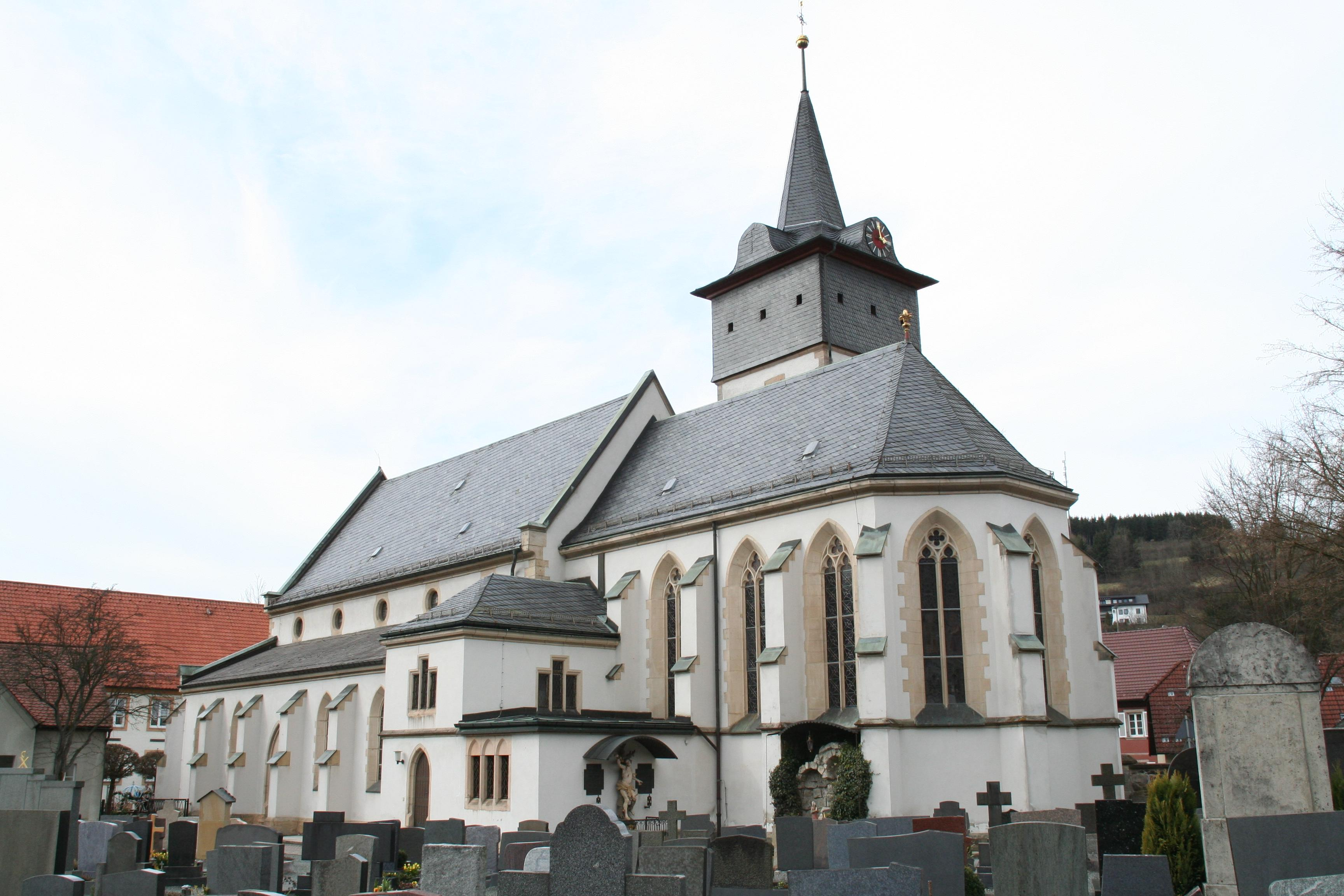
Steinwiesen

Stemă

Steinwiesen este o comună-târg din districtul  Kronach, regiunea administrativă Franconia Superioară, landul Bavaria, Germania.